# Caccobius elephantinus
Caccobius elephantinus là một loài bọ cánh cứng trong họ Bọ hung (Scarabaeidae).